# Pierre Léonard Vander Linden
Pierre Léonard Vander Linden (* 12. Dezember 1797; † 5. April 1831) war ein belgischer Entomologe. 
Er erhielt im Oktober 1817 ein Stipendium und konnte in Italien unter Antonio Bertoloni (1775–1869) Botanik und bei  Camillo Ranzani (1775–1841) Zoologie studieren. Er promovierte am 17. April 1821 in Bolonga in Medizin und ging über Sizilien für kurze Zeit nach Paris. 1822 kehrte er nach Belgien zurück und erhielt am 15. Juli 1823 den Ph.D. der Universität Löwen. Anschließend wurde er der erste Professor für Zoologie in Belgien. 
Vander Linden war Professor der Zoologie und spezialisierte sich auf das Studium der Hautflügler. Sein Hauptwerk ist Observations sur les hymenoptères d’Europe de la famille des fouisseurs, wobei er den ersten Teil davon 1827 unter dem Titel Scoliètes, sapygites, pompiliens et sphégides veröffentlichte. Den 2. Teil publizierte er 1829 unter dem Titel Bembecides, labrates, nyssoniens et crabronites.

## Werke
- Observations sur les Hymenoptères d’Europe de la famille des Fouisseurs. 1 : Scoliètes, Sapygites, Pompiliens et Sphégides Digitalisat
- Notice sur un squelette de baleinoptère,  Digitalisat
- Compte rendu des travaux de la société des sciences médicales et naturelles Digitalisat
- Essai sur les insectes de Java et des îles voisines, Digitalisat
- Monographiae libellulinarum europaearum specimen, Digitalisat